# Henryk Trębicki
Henryk Trębicki (Janowszczyzna, 22 ottobre 1940 – Varsavia, 8 giugno 1996) è stato un sollevatore polacco.
Ha partecipato a tre edizioni dei Giochi Olimpici (1964, 1968 e 1972) e a tre edizioni dei Mondiali (1969, 1970 e 1971) gareggiando principalmente nella categoria dei pesi gallo (fino a 56 kg.).

## Carriera
Ai Giochi olimpici ha vinto la medaglia di bronzo a Città del Messico 1968, competizione valida anche come campionato mondiale, giungendo alle spalle dell'iraniano Mohammad Nassiri e dell'ungherese Imre Földi, mentre ai Giochi di Tokyo 1964 e di Monaco 1972 ha ottenuto in entrambe le occasioni il quarto posto.
Ai Campionati mondiali di Columbus 1970 si piazzò al terzo posto finale, ma venne squalificato per doping.
Ha vinto la medaglia d'argento ai campionati mondiali del 1971 e la medaglia di bronzo ai campionati europei del 1965.
Al termine della carriera agonistica intraprese quella di allenatore. Morì a Varsavia all'età di 55 anni a causa di problemi cardiaci.